# Коста, Ларисса
Ларисса Коста Силва де Оливейра (порт. Larissa Costa Silva de Oliveira; родилась 9 марта 1984, Натал, Риу-Гранди-ду-Норти) — бразильская королева красоты, победительница конкурса Мисс Бразилия в 2009 году, представительница Бразилии на конкурсе Мисс Вселенная 2009, который прошёл 23 августа на Багамах.

## Биография
Ларисса имеет педагогическое образование, работает в секретариате по делам образования города Натал. В 2009 году она приняла участие в региональном конкурсе красоты Мисс Риу-Гранди-ду-Норти как представительница города Сан-Гонсалу-ду-Амаранти и победила. 9 мая 2009 года Коста победила на конкурсе красоты Мисс Бразилия, став первой за 20 лет представительницей штата Риу-Гранди-ду-Норти, выигравшей этот титул.